# Lista planetelor minore: 249001–250000
Aceasta este lista planetelor minore cu numerele 249001–250000.

## 249001–249100
| Denumire             | Denumire provizorie | Data descoperirii  | Locul descoperirii   | Descoperitor(i)        |
| -------------------- | ------------------- | ------------------ | -------------------- | ---------------------- |
| 249001 –             | 2007 JM45           | 11 mai 2007        | Kitt Peak            | Spacewatch             |
| 249002 –             | 2007 MZ19           | 21 iunie 2007      | Kitt Peak            | Spacewatch             |
| 249003 –             | 2007 NA             | 4 iulie 2007       | Mount Lemmon         | Mount Lemmon Survey    |
| 249004 –             | 2007 PM5            | 6 august 2007      | Socorro              | LINEAR                 |
| 249005 –             | 2007 PB9            | 9 august 2007      | Dauban               | Chante-Perdrix         |
| 249006 –             | 2007 PR16           | 8 august 2007      | Socorro              | LINEAR                 |
| 249007 –             | 2007 PY37           | 13 august 2007     | Socorro              | LINEAR                 |
| 249008 –             | 2007 QJ             | 16 august 2007     | Bisei SG Center      | BATTeRS                |
| 249009 –             | 2007 QB2            | 21 august 2007     | La Sagra             | OAM                    |
| 249010 Abdel-Samad   | 2007 QE5            | 26 august 2007     | Wildberg             | R. Apitzsch            |
| 249011 –             | 2007 RO6            | 3 septembrie 2007  | Catalina             | CSS                    |
| 249012 –             | 2007 RL31           | 5 septembrie 2007  | Catalina             | CSS                    |
| 249013 –             | 2007 RK42           | 9 septembrie 2007  | Kitt Peak            | Spacewatch             |
| 249014 –             | 2007 RZ45           | 9 septembrie 2007  | Kitt Peak            | Spacewatch             |
| 249015 –             | 2007 RN113          | 11 septembrie 2007 | Kitt Peak            | Spacewatch             |
| 249016 –             | 2007 RK116          | 11 septembrie 2007 | Kitt Peak            | Spacewatch             |
| 249017 –             | 2007 RE119          | 11 septembrie 2007 | Purple Mountain      | PMO NEO Survey Program |
| 249018 –             | 2007 RF139          | 15 septembrie 2007 | Pla D'Arguines       | R. Ferrando            |
| 249019 –             | 2007 RK149          | 12 septembrie 2007 | Catalina             | CSS                    |
| 249020 –             | 2007 RC171          | 10 septembrie 2007 | Kitt Peak            | Spacewatch             |
| 249021 –             | 2007 RC179          | 10 septembrie 2007 | Mount Lemmon         | Mount Lemmon Survey    |
| 249022 –             | 2007 RZ179          | 10 septembrie 2007 | Mount Lemmon         | Mount Lemmon Survey    |
| 249023 –             | 2007 RS207          | 10 septembrie 2007 | Kitt Peak            | Spacewatch             |
| 249024 –             | 2007 RP216          | 13 septembrie 2007 | Catalina             | CSS                    |
| 249025 –             | 2007 RZ233          | 12 septembrie 2007 | Catalina             | CSS                    |
| 249026 –             | 2007 RW262          | 15 septembrie 2007 | Kitt Peak            | Spacewatch             |
| 249027 –             | 2007 RN280          | 13 septembrie 2007 | Catalina             | CSS                    |
| 249028 –             | 2007 RS297          | 3 septembrie 2007  | Catalina             | CSS                    |
| 249029 –             | 2007 SZ6            | 18 septembrie 2007 | Catalina             | CSS                    |
| 249030 –             | 2007 SJ14           | 20 septembrie 2007 | Catalina             | CSS                    |
| 249031 –             | 2007 SK23           | 26 septembrie 2007 | Mount Lemmon         | Mount Lemmon Survey    |
| 249032 –             | 2007 TA             | 1 octombrie 2007   | Eskridge             | G. Hug                 |
| 249033 –             | 2007 TM2            | 5 octombrie 2007   | Kitt Peak            | Spacewatch             |
| 249034 –             | 2007 TR16           | 4 octombrie 2007   | Catalina             | CSS                    |
| 249035 –             | 2007 TQ17           | 7 octombrie 2007   | Dauban               | Chante-Perdrix         |
| 249036 –             | 2007 TV20           | 9 octombrie 2007   | Altschwendt          | W. Ries                |
| 249037 –             | 2007 TL22           | 8 octombrie 2007   | Kitt Peak            | Spacewatch             |
| 249038 –             | 2007 TL46           | 8 octombrie 2007   | Catalina             | CSS                    |
| 249039 –             | 2007 TW61           | 7 octombrie 2007   | Mount Lemmon         | Mount Lemmon Survey    |
| 249040 –             | 2007 TM62           | 7 octombrie 2007   | Mount Lemmon         | Mount Lemmon Survey    |
| 249041 –             | 2007 TW70           | 13 octombrie 2007  | Goodricke-Pigott     | R. A. Tucker           |
| 249042 –             | 2007 TO71           | 15 octombrie 2007  | Bisei SG Center      | BATTeRS                |
| 249043 –             | 2007 TA72           | 14 octombrie 2007  | Bergisch Gladbach    | W. Bickel              |
| 249044 –             | 2007 TO72           | 15 octombrie 2007  | Vallemare di Borbona | V. S. Casulli          |
| 249045 –             | 2007 TR78           | 5 octombrie 2007   | Kitt Peak            | Spacewatch             |
| 249046 –             | 2007 TV82           | 8 octombrie 2007   | Catalina             | CSS                    |
| 249047 –             | 2007 TC91           | 8 octombrie 2007   | Mount Lemmon         | Mount Lemmon Survey    |
| 249048 –             | 2007 TF114          | 8 octombrie 2007   | Catalina             | CSS                    |
| 249049 –             | 2007 TN122          | 6 octombrie 2007   | Kitt Peak            | Spacewatch             |
| 249050 –             | 2007 TS127          | 6 octombrie 2007   | Kitt Peak            | Spacewatch             |
| 249051 –             | 2007 TM129          | 6 octombrie 2007   | Kitt Peak            | Spacewatch             |
| 249052 –             | 2007 TN129          | 6 octombrie 2007   | Kitt Peak            | Spacewatch             |
| 249053 –             | 2007 TC140          | 9 octombrie 2007   | Catalina             | CSS                    |
| 249054 –             | 2007 TB142          | 9 octombrie 2007   | Mount Lemmon         | Mount Lemmon Survey    |
| 249055 –             | 2007 TW146          | 6 octombrie 2007   | Socorro              | LINEAR                 |
| 249056 –             | 2007 TK214          | 7 octombrie 2007   | Kitt Peak            | Spacewatch             |
| 249057 –             | 2007 TP220          | 8 octombrie 2007   | Catalina             | CSS                    |
| 249058 –             | 2007 TX244          | 8 octombrie 2007   | Catalina             | CSS                    |
| 249059 –             | 2007 TP249          | 11 octombrie 2007  | Mount Lemmon         | Mount Lemmon Survey    |
| 249060 –             | 2007 TT289          | 12 octombrie 2007  | Catalina             | CSS                    |
| 249061 Anthonyberger | 2007 TG298          | 11 octombrie 2007  | Anderson Mesa        | L. H. Wasserman        |
| 249062 –             | 2007 TR360          | 14 octombrie 2007  | Mount Lemmon         | Mount Lemmon Survey    |
| 249063 –             | 2007 TS364          | 15 octombrie 2007  | Catalina             | CSS                    |
| 249064 –             | 2007 TP384          | 14 octombrie 2007  | Mount Lemmon         | Mount Lemmon Survey    |
| 249065 –             | 2007 TR393          | 15 octombrie 2007  | Kitt Peak            | Spacewatch             |
| 249066 –             | 2007 TF405          | 15 octombrie 2007  | Kitt Peak            | Spacewatch             |
| 249067 –             | 2007 TW425          | 8 octombrie 2007   | Mount Lemmon         | Mount Lemmon Survey    |
| 249068 –             | 2007 TY452          | 14 octombrie 2007  | Mount Lemmon         | Mount Lemmon Survey    |
| 249069 –             | 2007 UP7            | 16 octombrie 2007  | Catalina             | CSS                    |
| 249070 –             | 2007 UU34           | 18 octombrie 2007  | Kitt Peak            | Spacewatch             |
| 249071 –             | 2007 UK61           | 30 octombrie 2007  | Mount Lemmon         | Mount Lemmon Survey    |
| 249072 –             | 2007 UE84           | 30 octombrie 2007  | Kitt Peak            | Spacewatch             |
| 249073 –             | 2007 UV85           | 30 octombrie 2007  | Kitt Peak            | Spacewatch             |
| 249074 –             | 2007 UE88           | 30 octombrie 2007  | Kitt Peak            | Spacewatch             |
| 249075 –             | 2007 UE96           | 30 octombrie 2007  | Kitt Peak            | Spacewatch             |
| 249076 –             | 2007 UE115          | 31 octombrie 2007  | Kitt Peak            | Spacewatch             |
| 249077 –             | 2007 US125          | 30 octombrie 2007  | Kitt Peak            | Spacewatch             |
| 249078 –             | 2007 UR128          | 20 octombrie 2007  | Mount Lemmon         | Mount Lemmon Survey    |
| 249079 –             | 2007 VU2            | 3 noiembrie 2007   | La Cañada            | J. Lacruz              |
| 249080 –             | 2007 VR5            | 4 noiembrie 2007   | La Sagra             | OAM                    |
| 249081 –             | 2007 VT19           | 1 noiembrie 2007   | Kitt Peak            | Spacewatch             |
| 249082 –             | 2007 VF20           | 1 noiembrie 2007   | Kitt Peak            | Spacewatch             |
| 249083 –             | 2007 VT20           | 2 noiembrie 2007   | Mount Lemmon         | Mount Lemmon Survey    |
| 249084 –             | 2007 VB27           | 2 noiembrie 2007   | Mount Lemmon         | Mount Lemmon Survey    |
| 249085 –             | 2007 VH32           | 2 noiembrie 2007   | Kitt Peak            | Spacewatch             |
| 249086 –             | 2007 VR38           | 2 noiembrie 2007   | Catalina             | CSS                    |
| 249087 –             | 2007 VC52           | 1 noiembrie 2007   | Kitt Peak            | Spacewatch             |
| 249088 –             | 2007 VC55           | 1 noiembrie 2007   | Kitt Peak            | Spacewatch             |
| 249089 –             | 2007 VL55           | 1 noiembrie 2007   | Kitt Peak            | Spacewatch             |
| 249090 –             | 2007 VM62           | 1 noiembrie 2007   | Kitt Peak            | Spacewatch             |
| 249091 –             | 2007 VV93           | 5 noiembrie 2007   | Socorro              | LINEAR                 |
| 249092 –             | 2007 VJ119          | 4 noiembrie 2007   | Purple Mountain      | PMO NEO Survey Program |
| 249093 –             | 2007 VT158          | 5 noiembrie 2007   | Kitt Peak            | Spacewatch             |
| 249094 –             | 2007 VX161          | 5 noiembrie 2007   | Kitt Peak            | Spacewatch             |
| 249095 –             | 2007 VH166          | 5 noiembrie 2007   | Kitt Peak            | Spacewatch             |
| 249096 –             | 2007 VG176          | 4 noiembrie 2007   | Mount Lemmon         | Mount Lemmon Survey    |
| 249097 –             | 2007 VS176          | 5 noiembrie 2007   | Mount Lemmon         | Mount Lemmon Survey    |
| 249098 –             | 2007 VB181          | 7 noiembrie 2007   | Catalina             | CSS                    |
| 249099 –             | 2007 VU190          | 11 noiembrie 2007  | Lulin Observatory    | LUSS                   |
| 249100 –             | 2007 VZ239          | 7 noiembrie 2007   | Catalina             | CSS                    |

## 249101–249200
| Denumire        | Denumire provizorie | Data descoperirii | Locul descoperirii | Descoperitor(i) |
| --------------- | ------------------- | ----------------- | ------------------ | --------------- |
| 249108 –        | 2007 VQ300          | 14 noiembrie 2007 | Anderson Mesa      | LONEOS          |
| 249118 –        | 2007 WW9            | 17 noiembrie 2007 | Junk Bond          | D. Healy        |
| 249137 –        | 2008 AC4            | 8 ianuarie 2008   | Dauban             | F. Kugel        |
| 249160 Urriellu | 2008 BO14           | 25 ianuarie 2008  | La Cañada          | J. Lacruz       |
| 249169 –        | 2008 CZ5            | 7 februarie 2008  | Mayhill            | A. Lowe         |
| 249182 –        | 2008 CW119          | 14 februarie 2008 | Grove Creek        | F. Tozzi        |

## 249201–249300
| Denumire | Denumire provizorie | Data descoperirii  | Locul descoperirii | Descoperitor(i) |
| -------- | ------------------- | ------------------ | ------------------ | --------------- |
| 249214 – | 2008 EC             | 1 martie 2008      | Desert Moon        | B. L. Stevens   |
| 249240 – | 2008 JK26           | 13 mai 2008        | Tiki               | N. Teamo        |
| 249263 – | 2008 SV81           | 25 septembrie 2008 | Sierra Stars       | F. Tozzi        |
| 249300 – | 2008 UY             | 18 octombrie 2008  | Auberry            | Auberry         |

## 249301–249400
| Denumire     | Denumire provizorie | Data descoperirii | Locul descoperirii | Descoperitor(i) |
| ------------ | ------------------- | ----------------- | ------------------ | --------------- |
| 249301 –     | 2008 UD5            | 24 octombrie 2008 | Needville          | J. Dellinger    |
| 249302 Ajoie | 2008 UM7            | 26 octombrie 2008 | Vicques            | M. Ory          |
| 249368 –     | 2009 AX1            | 4 ianuarie 2009   | Farra d'Isonzo     | Farra d'Isonzo  |
| 249394 –     | 2009 BD115          | 27 ianuarie 2009  | Piszkéstető        | K. Sárneczky    |

## 249401–249500
| Denumire | Denumire provizorie | Data descoperirii | Locul descoperirii | Descoperitor(i) |
| -------- | ------------------- | ----------------- | ------------------ | --------------- |
| 249438 – | 2009 FT45           | 30 martie 2009    | Cordell-Lorenz     | D. T. Durig     |
| 249449 – | 2009 GA4            | 13 aprilie 2009   | Kanab              | E. E. Sheridan  |
| 249452 – | 2009 HV20           | 20 aprilie 2009   | Tzec Maun          | F. Tozzi        |
| 249459 – | 2009 HT81           | 24 aprilie 2009   | Cerro Burek        | Cerro Burek     |
| 249477 – | 2009 OJ1            | 18 iulie 2009     | Sandlot            | G. Hug          |

## 249501–249600
| Denumire             | Denumire provizorie | Data descoperirii  | Locul descoperirii | Descoperitor(i)                                     |
| -------------------- | ------------------- | ------------------ | ------------------ | --------------------------------------------------- |
| 249501 –             | 2009 YY3            | 17 decembrie 2009  | Kitt Peak          | Spacewatch                                          |
| 249502 –             | 2009 YL16           | 19 decembrie 2009  | Mount Lemmon       | Mount Lemmon Survey                                 |
| 249503 –             | 2009 YW20           | 27 decembrie 2009  | Kitt Peak          | Spacewatch                                          |
| 249504 –             | 2009 YB25           | 20 decembrie 2009  | Kitt Peak          | Spacewatch                                          |
| 249505 –             | 2010 AG6            | 6 ianuarie 2010    | Kitt Peak          | Spacewatch                                          |
| 249506 –             | 2010 AK34           | 7 ianuarie 2010    | Kitt Peak          | Spacewatch                                          |
| 249507 –             | 2010 AD54           | 8 ianuarie 2010    | Kitt Peak          | Spacewatch                                          |
| 249508 –             | 2010 AE55           | 8 ianuarie 2010    | Kitt Peak          | Spacewatch                                          |
| 249509 –             | 2010 AR61           | 12 ianuarie 2010   | Socorro            | LINEAR                                              |
| 249510 –             | 2010 AT65           | 11 ianuarie 2010   | Kitt Peak          | Spacewatch                                          |
| 249511 –             | 2010 AA76           | 12 ianuarie 2010   | Socorro            | LINEAR                                              |
| 249512 –             | 2010 AT76           | 6 ianuarie 2010    | Catalina           | CSS                                                 |
| 249513 –             | 2010 CD41           | 13 ianuarie 2010   | Kitt Peak          | Spacewatch                                          |
| 249514 Donaldroyer   | 2010 CZ44           | 11 februarie 2010  | WISE               | WISE                                                |
| 249515 Heinrichsen   | 2010 CF48           | 12 februarie 2010  | WISE               | WISE                                                |
| 249516 Aretha        | 2010 CV60           | 15 februarie 2010  | WISE               | WISE                                                |
| 249517 –             | 2010 CM62           | 9 februarie 2010   | Catalina           | CSS                                                 |
| 249518 –             | 2010 CO70           | 13 februarie 2010  | Mount Lemmon       | Mount Lemmon Survey                                 |
| 249519 Whitneyclavin | 2010 CA130          | 11 februarie 2010  | WISE               | WISE                                                |
| 249520 –             | 2010 CG181          | 14 februarie 2010  | Haleakala          | Pan-STARRS 1                                        |
| 249521 Truth         | 2010 CU212          | 6 februarie 2010   | WISE               | WISE                                                |
| 249522 Johndailey    | 2010 DP15           | 16 februarie 2010  | WISE               | WISE                                                |
| 249523 –             | 2010 DO53           | 22 februarie 2010  | WISE               | WISE                                                |
| 249524 –             | 2010 ED34           | 5 martie 2010      | Kitt Peak          | Spacewatch                                          |
| 249525 –             | 2010 FM55           | 25 martie 2010     | Kitt Peak          | Spacewatch                                          |
| 249526 –             | 2010 FY84           | 19 martie 2010     | Mount Lemmon       | Mount Lemmon Survey                                 |
| 249527 –             | 2010 FQ91           | 25 martie 2010     | Kitt Peak          | Spacewatch                                          |
| 249528 –             | 2010 GS29           | 8 aprilie 2010     | Purple Mountain    | PMO NEO Survey Program                              |
| 249529 –             | 2010 GE31           | 4 aprilie 2010     | Kitt Peak          | Spacewatch                                          |
| 249530 Ericrice      | 2010 GJ92           | 14 aprilie 2010    | WISE               | WISE                                                |
| 249531 –             | 2010 GV117          | 10 aprilie 2010    | Mount Lemmon       | Mount Lemmon Survey                                 |
| 249532 –             | 2010 GN120          | 11 aprilie 2010    | Kitt Peak          | Spacewatch                                          |
| 249533 –             | 2010 GX125          | 9 aprilie 2010     | Kitt Peak          | Spacewatch                                          |
| 249534 –             | 2010 GY132          | 10 aprilie 2010    | Kitt Peak          | Spacewatch                                          |
| 249535 –             | 2010 GD135          | 4 aprilie 2010     | Kitt Peak          | Spacewatch                                          |
| 249536 –             | 2010 GF156          | 9 aprilie 2010     | Catalina           | CSS                                                 |
| 249537 –             | 2010 GK157          | 10 aprilie 2010    | Kitt Peak          | Spacewatch                                          |
| 249538 –             | 2010 GT161          | 15 aprilie 2010    | Kitt Peak          | Spacewatch                                          |
| 249539 Pedrosevilla  | 2010 HY7            | 16 aprilie 2010    | WISE               | WISE                                                |
| 249540 Eugeniescott  | 2010 HX14           | 18 aprilie 2010    | WISE               | WISE                                                |
| 249541 –             | 2010 HR25           | 19 aprilie 2010    | WISE               | WISE                                                |
| 249542 –             | 2010 HS37           | 21 aprilie 2010    | WISE               | WISE                                                |
| 249543 –             | 2010 HA40           | 21 aprilie 2010    | WISE               | WISE                                                |
| 249544 Ianmclean     | 2010 HQ44           | 23 aprilie 2010    | WISE               | WISE                                                |
| 249545 –             | 2010 HB45           | 23 aprilie 2010    | WISE               | WISE                                                |
| 249546 –             | 2010 HE47           | 23 aprilie 2010    | WISE               | WISE                                                |
| 249547 –             | 2010 HZ83           | 28 aprilie 2010    | WISE               | WISE                                                |
| 249548 –             | 2010 HT107          | 25 aprilie 2010    | Kitt Peak          | Spacewatch                                          |
| 249549 –             | 2010 JU33           | 4 mai 2010         | Catalina           | CSS                                                 |
| 249550 –             | 2010 JY39           | 5 mai 2010         | Mount Lemmon       | Mount Lemmon Survey                                 |
| 249551 –             | 2010 JM72           | 5 mai 2010         | Mount Lemmon       | Mount Lemmon Survey                                 |
| 249552 –             | 2010 JQ84           | 5 mai 2010         | Catalina           | CSS                                                 |
| 249553 –             | 2010 JV136          | 14 mai 2010        | WISE               | WISE                                                |
| 249554 –             | 2010 JL150          | 10 mai 2010        | Mount Lemmon       | Mount Lemmon Survey                                 |
| 249555 –             | 2010 JN168          | 12 mai 2010        | Kitt Peak          | Spacewatch                                          |
| 249556 –             | 2010 KX29           | 18 mai 2010        | WISE               | WISE                                                |
| 249557 –             | 2010 KW37           | 17 mai 2010        | Kitt Peak          | Spacewatch                                          |
| 249558 –             | 2858 P-L            | 24 septembrie 1960 | Palomar            | C. van Houten, I. van Houten-Groeneveld, T. Gehrels |
| 249559 –             | 3079 P-L            | 25 septembrie 1960 | Palomar            | C. van Houten, I. van Houten-Groeneveld, T. Gehrels |
| 249560 –             | 4176 P-L            | 24 septembrie 1960 | Palomar            | C. van Houten, I. van Houten-Groeneveld, T. Gehrels |
| 249561 –             | 4547 P-L            | 24 septembrie 1960 | Palomar            | C. van Houten, I. van Houten-Groeneveld, T. Gehrels |
| 249562 –             | 5019 T-2            | 25 septembrie 1973 | Palomar            | C. van Houten, I. van Houten-Groeneveld, T. Gehrels |
| 249563 –             | 2233 T-3            | 16 octombrie 1977  | Palomar            | C. van Houten, I. van Houten-Groeneveld, T. Gehrels |
| 249564 –             | 2238 T-3            | 16 octombrie 1977  | Palomar            | C. van Houten, I. van Houten-Groeneveld, T. Gehrels |
| 249565 –             | 2298 T-3            | 16 octombrie 1977  | Palomar            | C. van Houten, I. van Houten-Groeneveld, T. Gehrels |
| 249566 –             | 3386 T-3            | 16 octombrie 1977  | Palomar            | C. van Houten, I. van Houten-Groeneveld, T. Gehrels |
| 249567 –             | 5102 T-3            | 16 octombrie 1977  | Palomar            | C. van Houten, I. van Houten-Groeneveld, T. Gehrels |
| 249568               | 1985 RX             | 14 septembrie 195  | Kitt Peak          | Spacewatch                                          |
| 249569 –             | 1989 SL3            | 26 septembrie 1989 | La Silla           | E. W. Elst                                          |
| 249570 –             | 1992 SV2            | 24 septembrie 1992 | Kitt Peak          | Spacewatch                                          |
| 249571 –             | 1993 TM30           | 9 octombrie 1993   | La Silla           | E. W. Elst                                          |
| 249572 –             | 1994 RR18           | 3 septembrie 1994  | La Silla           | E. W. Elst                                          |
| 249573 –             | 1994 RA25           | 12 septembrie 1994 | Xinglong           | BAO Schmidt CCD Asteroid Program                    |
| 249574 –             | 1994 UD10           | 28 octombrie 1994  | Kitt Peak          | Spacewatch                                          |
| 249575 –             | 1995 BM10           | 29 ianuarie 1995   | Kitt Peak          | Spacewatch                                          |
| 249576 –             | 1995 FH2            | 23 martie 1995     | Kitt Peak          | Spacewatch                                          |
| 249577 –             | 1995 SH16           | 18 septembrie 1995 | Kitt Peak          | Spacewatch                                          |
| 249578 –             | 1995 SS24           | 19 septembrie 1995 | Kitt Peak          | Spacewatch                                          |
| 249579 –             | 1995 SC27           | 19 septembrie 1995 | Kitt Peak          | Spacewatch                                          |
| 249580 –             | 1995 SU34           | 22 septembrie 1995 | Kitt Peak          | Spacewatch                                          |
| 249581 –             | 1995 SX87           | 26 septembrie 1995 | Kitt Peak          | Spacewatch                                          |
| 249582 –             | 1995 SD88           | 26 septembrie 1995 | Kitt Peak          | Spacewatch                                          |
| 249583 –             | 1995 TB12           | 15 octombrie 1995  | Kitt Peak          | Spacewatch                                          |
| 249584 –             | 1995 UP10           | 17 octombrie 1995  | Kitt Peak          | Spacewatch                                          |
| 249585 –             | 1995 UF15           | 17 octombrie 1995  | Kitt Peak          | Spacewatch                                          |
| 249586 –             | 1995 WJ10           | 16 noiembrie 1995  | Kitt Peak          | Spacewatch                                          |
| 249587 –             | 1995 WA23           | 18 noiembrie 1995  | Kitt Peak          | Spacewatch                                          |
| 249588 –             | 1996 RP15           | 13 septembrie 1996 | Kitt Peak          | Spacewatch                                          |
| 249589 –             | 1996 TM19           | 4 octombrie 1996   | Kitt Peak          | Spacewatch                                          |
| 249590 –             | 1996 UG2            | 17 octombrie 1996  | Kitt Peak          | Spacewatch                                          |
| 249591 –             | 1997 BO5            | 31 ianuarie 1997   | Kitt Peak          | Spacewatch                                          |
| 249592 –             | 1997 CL             | 1 februarie 1997   | Kitt Peak          | Spacewatch                                          |
| 249593 –             | 1997 CL9            | 1 februarie 1997   | Kitt Peak          | Spacewatch                                          |
| 249594 –             | 1997 CK23           | 4 februarie 1997   | Kitt Peak          | Spacewatch                                          |
| 249595 –             | 1997 GH28           | 13 februarie 1997  | Kitt Peak          | Spacewatch                                          |
| 249596 –             | 1997 RG5            | 8 septembrie 1997  | Caussols           | ODAS                                                |
| 249597 –             | 1997 SW17           | 30 septembrie 1997 | Kitt Peak          | Spacewatch                                          |
| 249598 –             | 1997 WB7            | 24 noiembrie 1997  | Kitt Peak          | Spacewatch                                          |
| 249599 –             | 1997 YN3            | 21 decembrie 1997  | Xinglong           | BAO Schmidt CCD Asteroid Program                    |
| 249600 –             | 1998 AP3            | 2 ianuarie 1998    | Kitt Peak          | Spacewatch                                          |

## 249601–249700
| Denumire | Denumire provizorie | Data descoperirii | Locul descoperirii | Descoperitor(i) |
| -------- | ------------------- | ----------------- | ------------------ | --------------- |
| 249616 – | 1999 TS13           | 11 octombrie 1999 | Črni Vrh           | Črni Vrh        |
| 249688 – | 2000 CL             | 2 februarie 2000  | Prescott           | P. G. Comba     |

## 249701–249800
| Denumire | Denumire provizorie | Data descoperirii  | Locul descoperirii | Descoperitor(i) |
| -------- | ------------------- | ------------------ | ------------------ | --------------- |
| 249712 – | 2000 QU68           | 24 august 2000     | Wise               | Wise            |
| 249723 – | 2000 SK10           | 22 septembrie 2000 | Haleakala          | NEAT            |

## 249801–249900
| Denumire | Denumire provizorie | Data descoperirii  | Locul descoperirii | Descoperitor(i) |
| -------- | ------------------- | ------------------ | ------------------ | --------------- |
| 249889 – | 2001 RS43           | 10 septembrie 2001 | Desert Eagle       | W. K. Y. Yeung  |

## 249901–250000
| Denumire | Denumire provizorie | Data descoperirii | Locul descoperirii | Descoperitor(i)        |
| -------- | ------------------- | ----------------- | ------------------ | ---------------------- |
| 249929 – | 2001 TD14           | 12 octombrie 2001 | Ondřejov           | P. Kušnirák, P. Pravec |
| 250000   | 2001 XB242          | 14 decembrie 2001 | Socorro            | LINEAR                 |